# 中央駐留軍関係離職者等対策協議会
中央駐留軍関係離職者等対策協議会（ちゅうおうちゅうりゅうぐんかんけいりしょくしゃとうたいさくきょうぎかい）は、駐留軍関係離職者等臨時措置法を根拠とする厚生労働省の特別の機関である。会長は厚生労働大臣が充てられる。
日本国に駐留するアメリカ合衆国の軍隊、または国際連合の軍隊の撤退等に伴って、多数の労働者が特定の地域において離職を余儀なくされることが発生する状況に対応するため、離職者に対し、生活の安定を図るための特別の措置を取るにあたって必要な関係行政機関相互の連絡調整を行うことを目的として設置された。

## 構成
会長には厚生労働大臣が充てられる（法5条）。委員には、関係行政機関の職員の中から、厚生労働大臣が任命する。さらに、専門の事項を調査させる必要があるときは、中央協議会に公務員または学識経験者を専門委員として置くことができるとされている。